# Richard Harvey

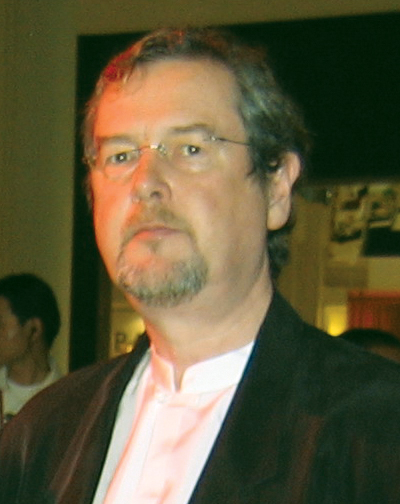
Richard Harvey 2007

Richard Harvey, född 25 september 1953 i London, är en brittisk filmmusikkompositör. Han utexaminerades 1972 från Royal College of Music.
Bland annat komponerat "The Song Of The Grateful Duck" för filmen Animal Farm